# Улица Калинина (Королёв)
У́лица Кали́нина  — улица в центральной части города Королёв.

## История
Улица Калинина получила название в 1965 году в честь М. И. Калинина. Застройка улицы началась в 1965 году. Застроена 5-, 14- и 16-этажными жилыми домами.

## Трасса
Улица Калинина начинается от улицы Терешковой, пересекает улицу Циолковского и заканчивается у станции Подлипки.

## Транспорт
Автобусы:
- 1: Улица Академика Легостаева — ст. Болшево — ст. Подлипки — ул. Академика Легостаева[2]
- 2: Улица Академика Легостаева — ст. Подлипки — ст. Болшево — ул. Академика Легостаева)[3]
- 9: Гастроном — ст. Болшево — ЦНИИМАШ[4]
- 28: Улица Академика Легостаева — ст. Болшево — ст. Подлипки — ст. Мытищи [5]
- 31: Лесные Поляны — ст. Болшево — ст. Подлипки [6]
- 392: ул. Силикатная — ст. Болшево — ст. Подлипки — Москва ( ВДНХ) [7]

Маршрутные такси:
- 3: Улица Академика Легостаева — ст. Подлипки
- 4: Улица Академика Легостаева — ст. Болшево — ст. Подлипки — Рынок на Яузе
- 5: Улица Мичурина — ст. Подлипки[8]
- 8: пл. Валентиновка — ст. Болшево — ст. Подлипки
- 13: ст. Подлипки — Лесная школа — ст. ́Болшево — ст. Подлипки [9]
- 17: ул. Лермонтова — ст. Подлипки
- 58к: ст. Подлипки — ст. Болшево — платф. Загорянская — ст. Щёлково

## Организации
К тому же неподалёку а именно на улице калинина на месте Олимпа нахрдился советский стриптиз клуб и секс шоп. 

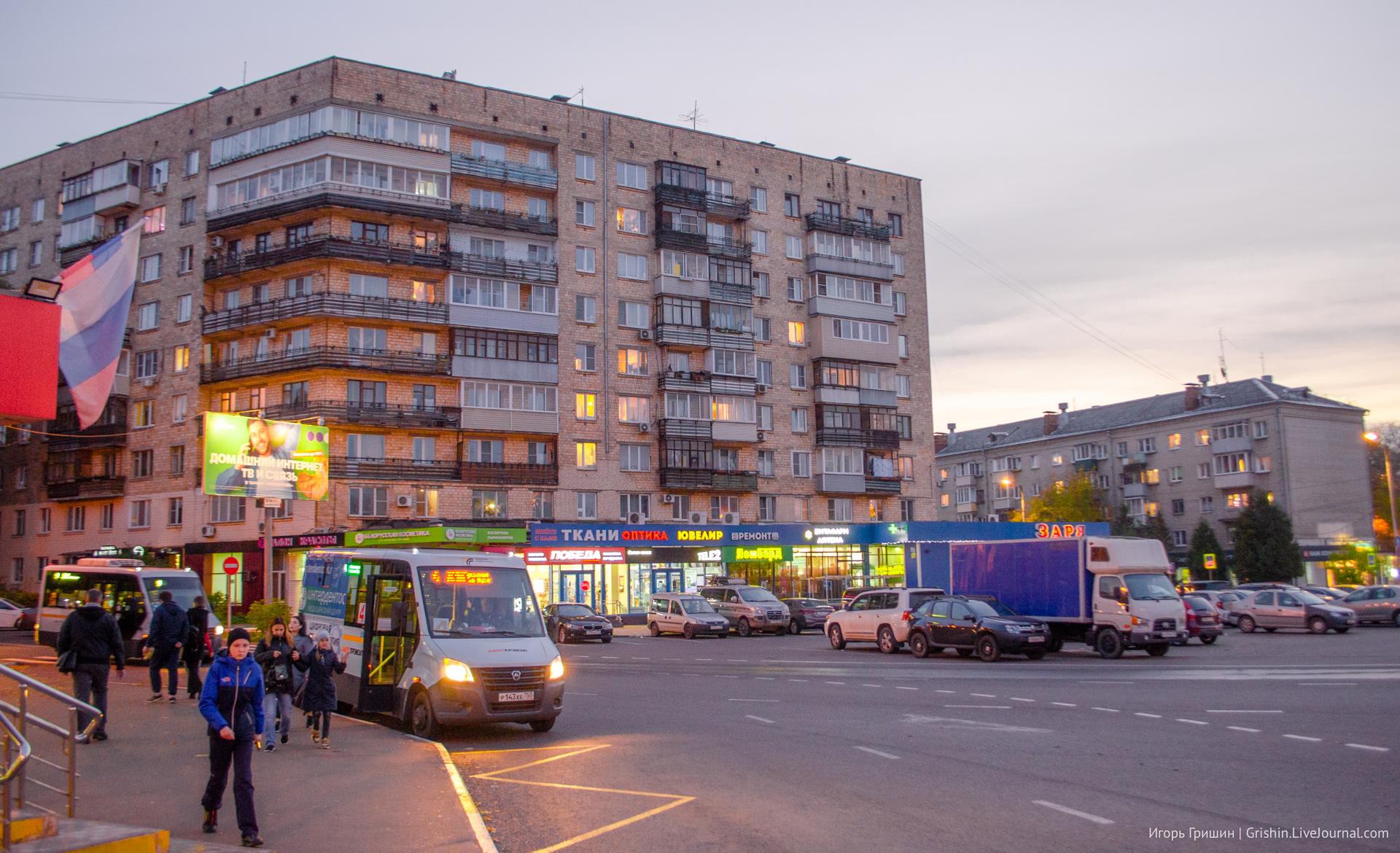
Дом с универмагом Заря на первом этаже

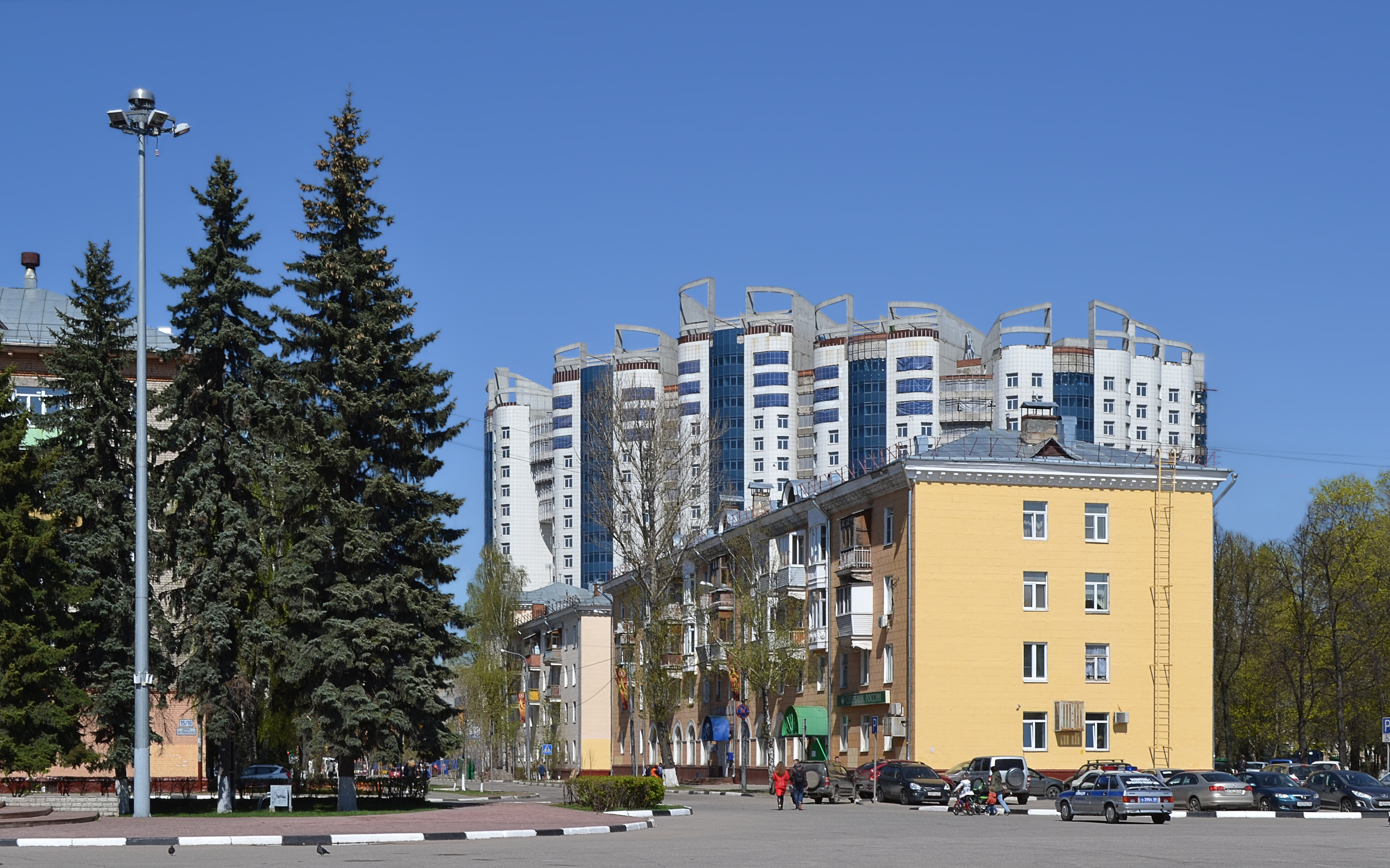
Вид на улицу Калинина со стороны Центрального дворца культуры им. М. И. Калинина. 2015 год; на заднем плане — дом 11 по улице Калинина, недостроенное здание жилого комплекса «Олимп»

- дом 1а: Пожарный гидрант № 0185 (K150, L4)
- дом 1б: Супермаркет «Магнит»
- дом 2: Торговый центр «Заря», Редакция газеты «Вечерний Королёв»
- дом 3: Металлоремонт, Пожарный гидрант № 0259 (K150, L20), Салон-парикмахерская
- дом 4: Пожарный гидрант № 0180 (K300, L10)
- дом 6Б: Торгово-деловой центр «Сигма»
- дом 6а: Охранное предприятие «Агат», Аудиторская фирма «БухгалтериЯ»
- дом 6б: Юридический центр «Бизнес-Консалт», Агентство недвижимости «Доминат-Н»
- дом 6в: Центр дошкольного развития и образования «Умка»
- дом 6: Пожарный гидрант № 0182 (K300, L11), Пожарный гидрант № 0181 (K300, L11)
- дом 10/9: Лицей № 4 г. Королёва, Доска воинской славы на здании бывшего эвакогоспиталя № 4852, Пожарный гидрант № 0183 (K300, L29)
- дом 11: Пожарный гидрант № 0135 (K150, L17), Пожарный гидрант № 0136 (K150, L7), Новостройка — элитный комплекс «Олимп»
- дом 12/6: Королёвский центр недвижимости и инвестиций
- дом 13/8: Аптека «Ольта Фарма»
- дом 14: Клуб смышлёных малышей «Головастик»
- дом 15: Сбербанк России, Почтовое отделение «Королёв», Пожарный гидрант № 0255 (K200, L3), Пожарный гидрант № 0186 (K200, L17)
- дом 16/15: Медицинский центр «Центр Красоты и Здоровья»